# The Kukang Rescue Program
The Kukang Rescue Program (Záchranný program Kukang) je česko-indonéský záchranný in situ program působící v Indonésii v provincii Severní Sumatra, který vznikl v roce 2014 z iniciativy českých ochránců přírody. Kukang znamená indonésky outloň, neboť program vznikl primárně z důvodu snahy o ochranu outloňů váhavých (Nycticebus coucang) a outloňů sumaterských (Nycticebus hilleri).
Jako klíčová v přístupu k ochraně nejen ohrožených druhů volně žijících živočichů se ukazuje práce s místními komunitami. Na záchranném programu se podílí tým zoologů a ochránců přírody.

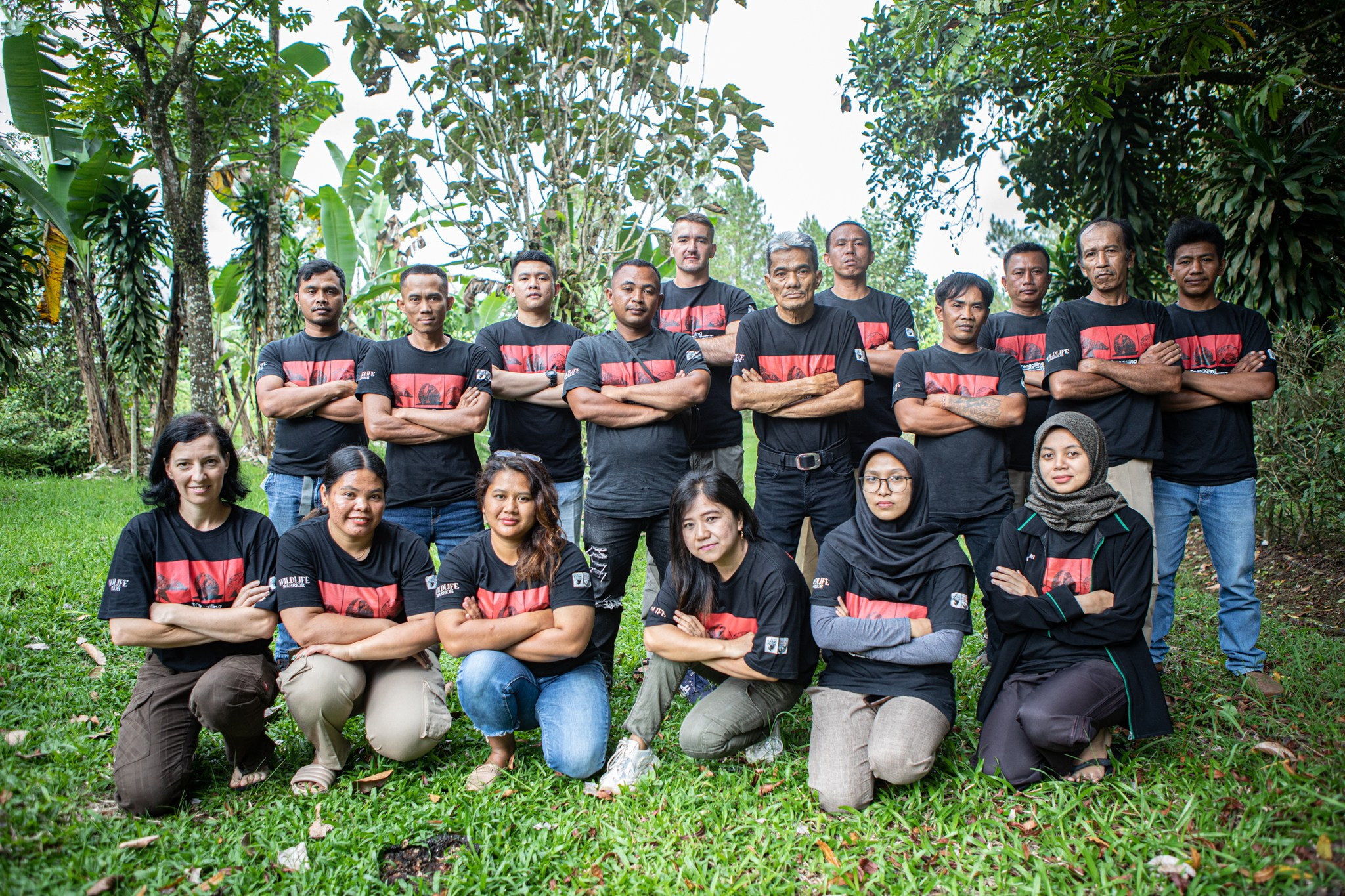
Česko-indonéský Kukang tým

## Právní forma
The Kukang Rescue Program je v Česku veden jako zapsaný spolek, jehož předsedkyní a tiskovou mluvčí je Kateřina Holubová.
V roce 2017 byla v Indonésii založena nadace Yayasan Peduli Kelestarian Satwa Liar (PASAL Foundation), tj. Nadace pro zachování divokých zvířat. Tato nadace s českými zakladateli a vedením zaštiťuje a realizuje aktivity záchranného program Kukang v Indonésii.
Dne 16. 4. 2021 byla v Indonésii založena nová nadace Yayasan Patron Satwa Indonesia (PATRON Foundation) s čistě indonéskou strukturou. Důvodem byla snaha docílit uzavření dohody o spolupráci na ochranu ohrožených malých savců Indonésie s pobočkou Ministerstva životního prostředí BBKSDA Medan.
Program Kukang funguje tak, že aktivity v Indonésii zajišťují tamní nadace PATRON a PASAL, které jsou aktivně podporované českou neziskovou organizací The Kukang Rescue Program, z. s.. Nadace PATRON a PASAL zajišťují ochranářské aktivity a rovněž právní integritu v Indonésii, zatímco český spolek poskytuje finanční podporu a zajišťuje vzdělávací a osvětové aktivity v Evropě.
V Indonésii má organizace na 15 zaměstnanců. Tam zároveň působí dva Češi, spoluzakladatelé programu František Příbrský a Lucie Čižmářová. V Česku působí přes 20 dobrovolníků.

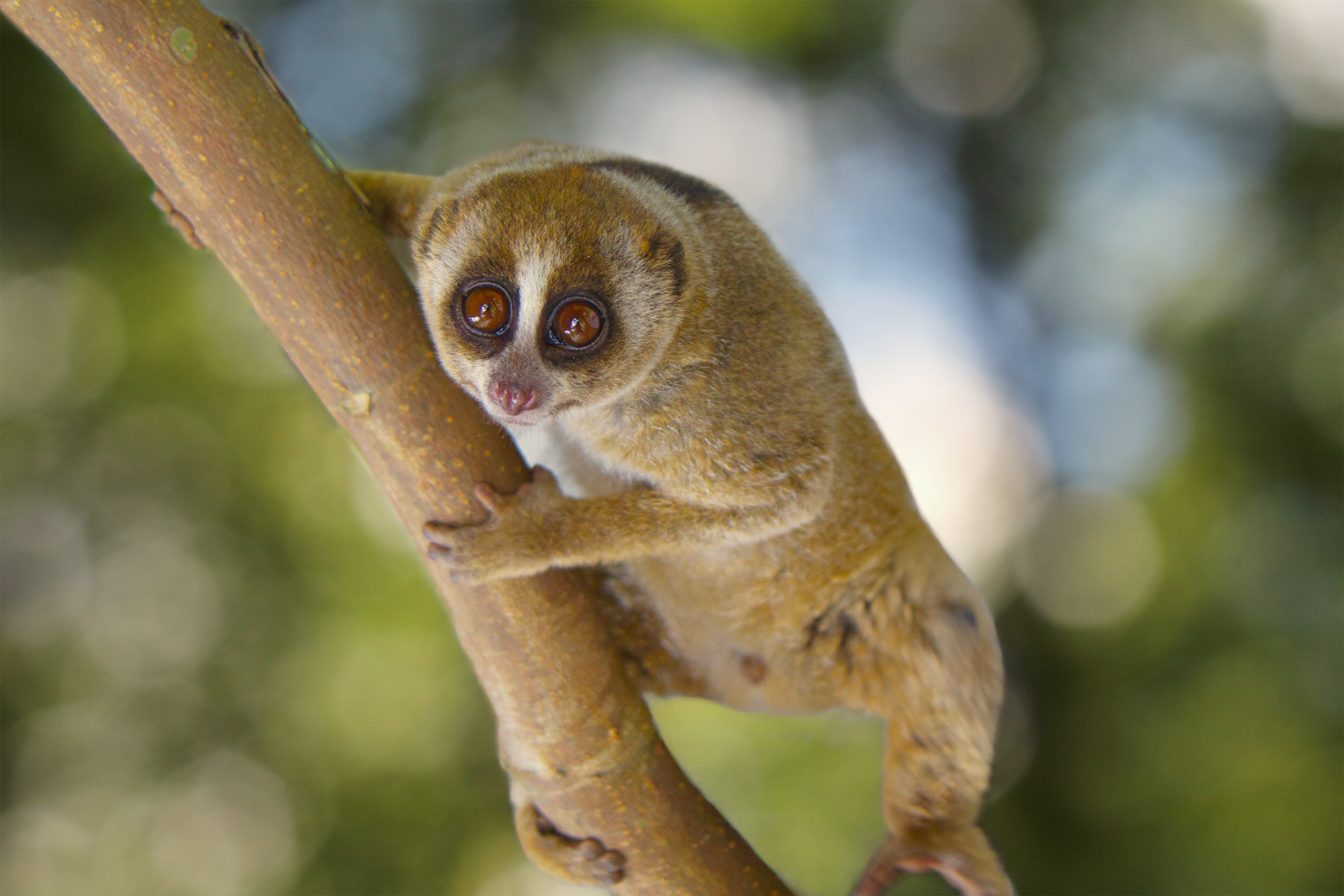
Outloň váhavý na fotografii Lucie Čižmářové

## Outloni
Outloni jsou malé poloopice, jediní jedovatí primáti na světě. Jsou loveni kvůli své roztomilosti. Populace volně žijících outloňů se zejména kvůli odchytu a nezákonnému obchodování snížila za 20 let až o třetinu.
V roce 2020 došlo k taxonomickému rozdělení druhu outloň váhavý (Nycticebus coucang) na dva samostatné druhy – outloň váhavý (Nycticebus coucang) a outloň sumaterský (Nycticebus hilleri). Druhy se liší hlavně barvou srsti. Oblast, v níž program Kukang působí, lze považovat za hraniční oblast areálů rozšíření obou dvou těchto druhů. Ochranářské aktivity programu proto zahrnují oba druhy. Outloni žijící v terénní oblasti by dle vymezení areálu na Červeném seznamu ohrožených druhů IUCN měli náležet k druhu outloň sumaterský.

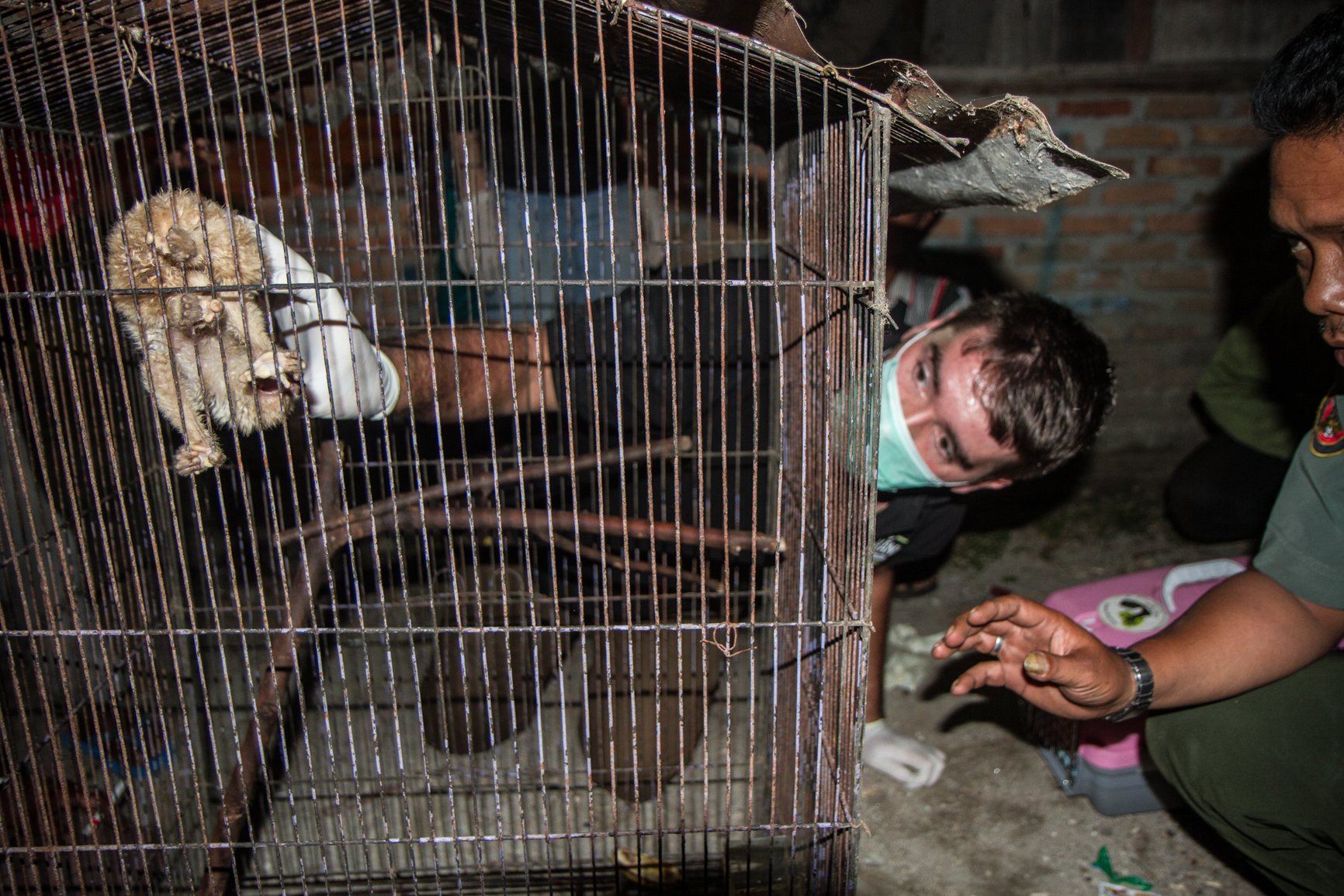
Zabavování outloně z ilegálního obchodu

### Ohrožení outloňů
Největší hrozbou pro outloně je pytláctví a navazující prodej pro lidskou potěchu a zábavu. Jsou prodáváni na černých trzích se zvířaty, na nichž jsou outloni odchycení z volné přírody prodáváni především jako „domácí mazlíčci“. Přestože jsou outloni v Indonésii chráněni zákonem, patří mezi nejvíce pašované savce. Outloňům jsou obchodníky často vytrhány zuby, aby při své agresivnější povaze nemohli pokousat své nové majitele či turisty, s nimiž se mají za poplatek vyfotit. Chycená zvířata jsou však pod velkým stresem, navíc podléhají následným infekcím. Odhaduje se, že až 90 % outloňů odchycených v přírodě se ke konečnému majiteli vůbec nedostane, protože uhyne již během přepravy, nebo v důsledku špatných podmínek na trzích se zvířaty. Značnou hrozbou je pro ně rovněž ztráta a další ničení jejich životního prostředí pro účely zakládání plantáží palmy olejné či nelegální těžby dřeva. Outloni jsou též stříleni zemědělci, neboť jsou vnímaní jako škůdci na farmách.

V roce 2018 bylo v rámci EAZA rozhodnuto o vytvoření evropského záchovného programu (EEP) pro outloně váhavé, outloně bengálské a outloně malé.

## Hlavní cíle
- přímý boj proti nelegálnímu obchodu s outloni a dalšími divokými zvířaty
- zvyšování povědomí o nelegálním obchodu se zvířaty a o ochraně outloňů
- spolupráce s místními vládními agenturami na ochraně zvířat a vymáhání zákonů na ochranu outloňů
- provoz záchranného a rehabilitačního centra pro zabavené outloně
- vybudování indonéského týmu řešícího většinu ochranářských aktivit spojených s outloni.
- spolupráce s místními komunitami a jejich podpora
- zajištění udržitelné populace outloňů v lidské péči, tzv. ex situ[3]

### Vize
Snížení míry nelegálního obchodování (nejen) s outloni, a tak ochránit populace (nejen) těchto ohrožených zvířat ve volné přírodě před vyhubením pomocí spolupráce s místními komunitami, vzděláváním dětí a boji proti pašerákům zvířat.

## Aktivity

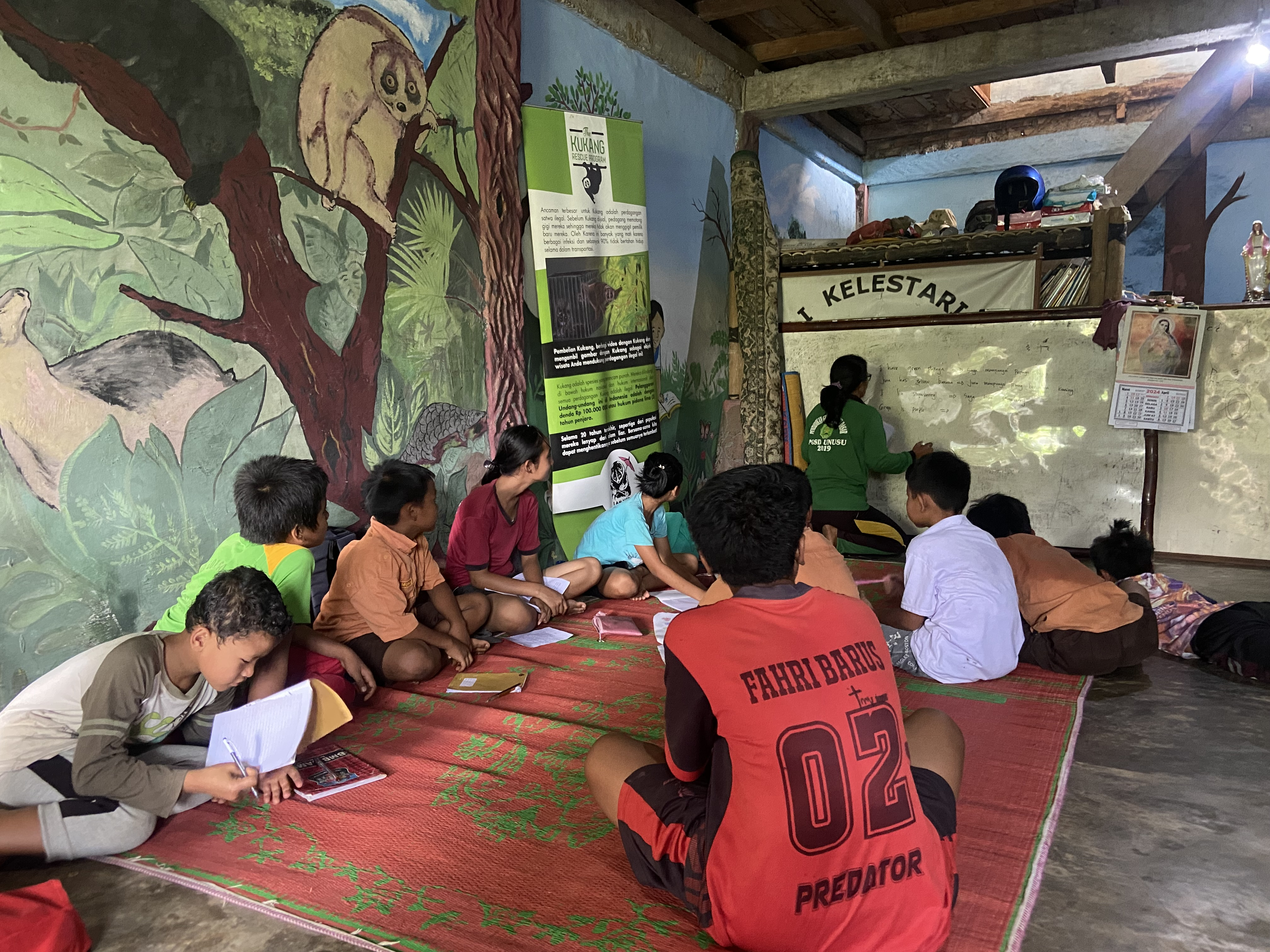
Výuka ve škole na konci světa

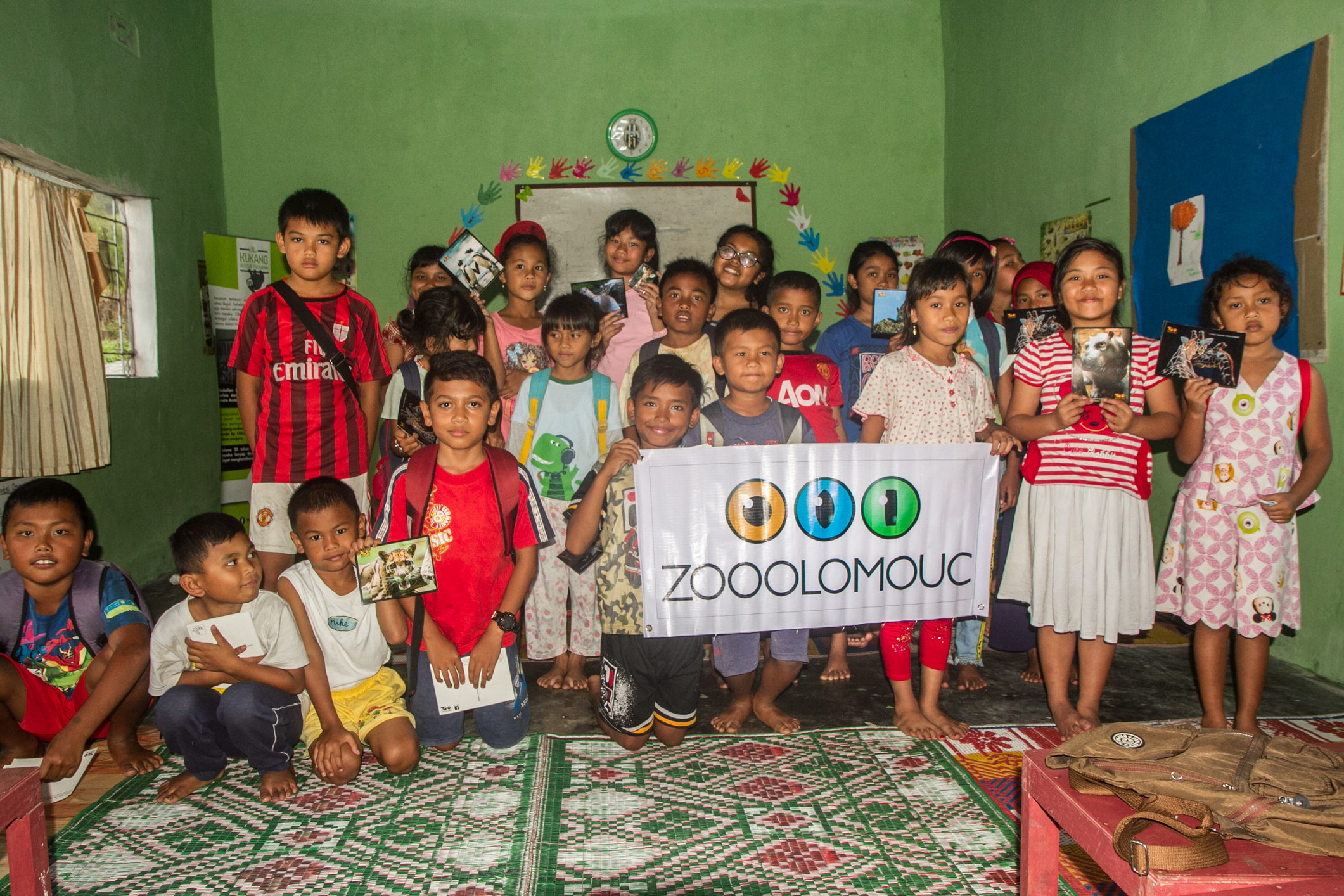
Studenti Kukang školy

### Přehled aktivit a činností
- projekt „Kukang Coffee“
- outloní Noemova archa – ex situ ochrana v zoologických zahradách
- první záchranné centrum na Sumatře specializující se na outloně
- provoz anglicko-environemntální školy
- výstavba a vybavení školy
- organizace osvětových akcí
- budování česko-indonéského týmu, školení indonéských ochránců přírody
- pomoc farmářům s řešením jejich konfliktů s divokými zvířaty
- monitoring nočních volně žijících divokých druhů zvířat
- instalování fotopastí
- řešení problematiky znečištění a odpadů
- ekoknihovny[12]

### Spolupráce s místními komunitami (ochrana in situ)
- boj proti pašerákům zvířat
- vzdělávání místních dětí, snaha o rozvíjení kladného vztahu k přírodě (školy Kukang School a Škola na konci světa)
- zaměstnávání bývalých pytláků jako terénních asistentů
- podpora místních farmářů prostřednictvím projektu šetrného pěstování kávy „Kukang Coffee“[3]

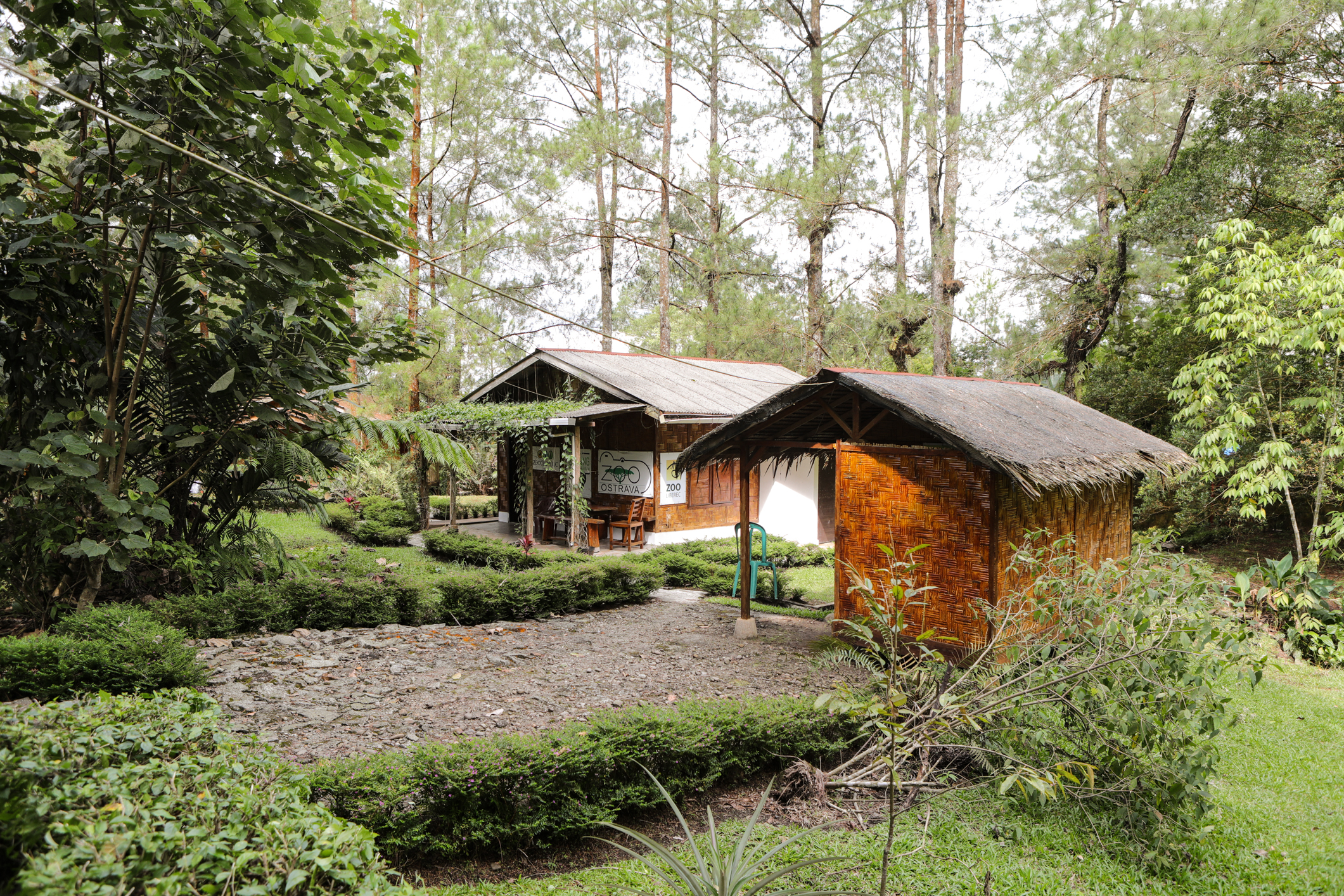
Záchranné a rehabilitační centrum Kukang

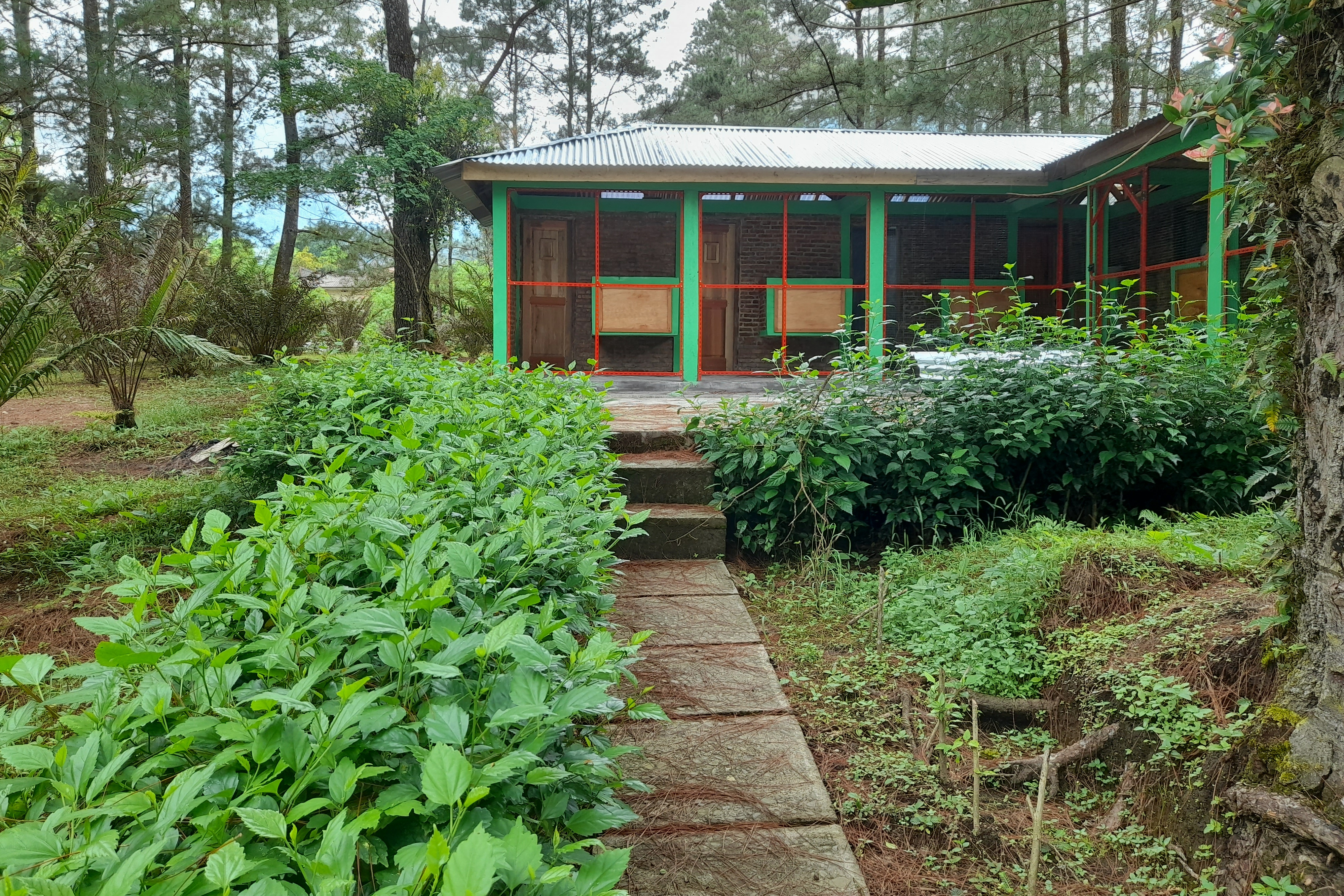
Záchranné a rehabilitační centrum pro luskouny

### Záchranné a rehabilitační centrum
Ilegálně obchodovaná a zabavená zvířata jsou převážena do záchranné a rehabilitační stanice, která byla v rámci projektu vybudována a je stále inovována. Veterináři a ošetřovatelé zde poskytují zvířatům potřebnou péči umožňující, aby se po zotavení mohla opět vypustit zpět do volné přírody, z níž byla ilegálně ulovena. (V roce 2024 nebyla rehabilitace outloňů v Kukang Centru v provozu)
V roce 2021 navštívil Kukang centrum ministr životního prostředí ČR Richard Brabec. V rámci akce Ministerstvo životního prostředí ČR dosáhlo milníku ve spolupráci s Ministerstvem životního prostředí a lesnictví Indonéské republiky. Při návštěvě se podařilo podepsat „Dohodu o společném záměru o ochraně přírody a udržitelném rozvoji mezi Českou republikou a Indonésií“.

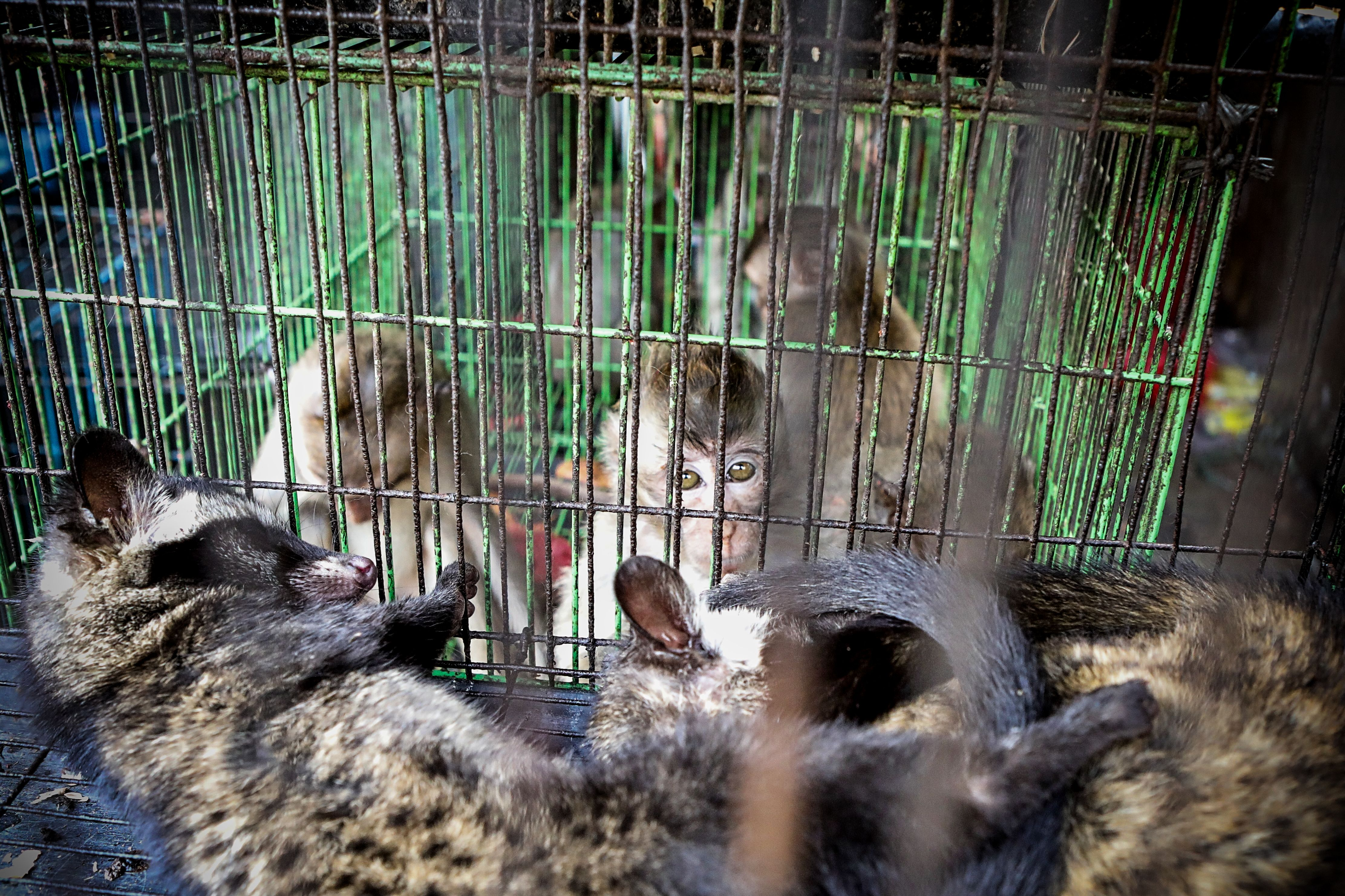
Zvířecí trh v Jakartě

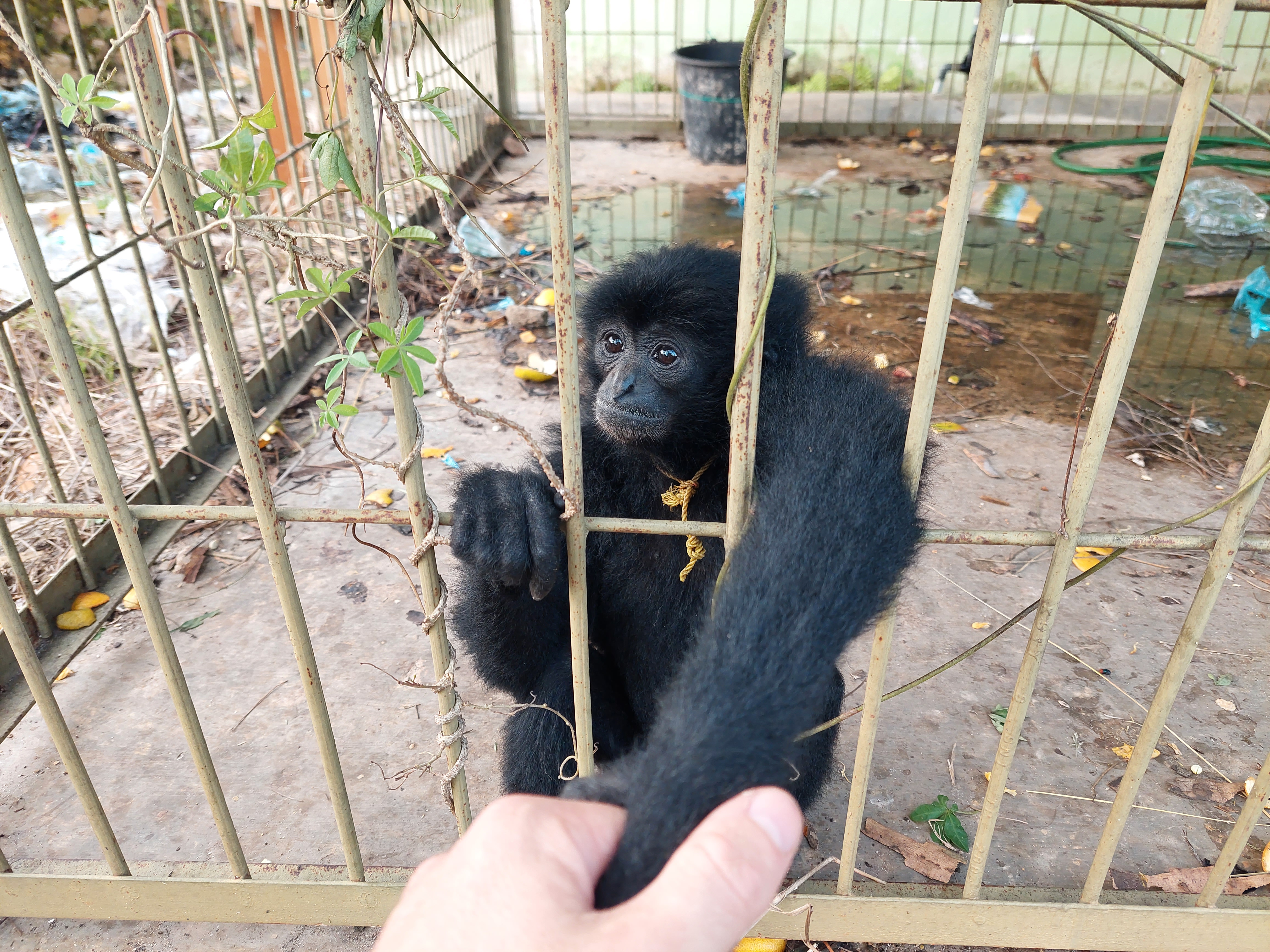
Gibon tmavoruký zabavený v nelegálním obchodu

### Boj proti nelegálním aktivitám
- 2022: zapojení do vyšetřování pašeráků divokých zvířat se zaměřením na luskouny, další malé savce a loskutáky. Úzká spolupráce s českou neziskovou organizací Lestari.
- 2023: partnerství s Vesna Panglao Conservation: Kukang rozšířil svou spolupráci s neziskovou organizací Vesna Panglao Conservation z Filipín na řešení nezákonného rybolovu na ostrově Bohol. Partnerství vedlo ke společnému zátahu na rybáře lovící pomocí nezákonných metod, což přispělo k úsilí o ochranu moří.[5]

Vyšetřovatelé nelegálního obchodu s volně žijícími zvířaty Programu Kukang ve spolupráci s indonéskou policií, armádou a Agenturou na ochranu přírody zabavují ohrožené druhy živočichů.
- zabavení živočichové v roce 2023: čtyři siamangové, gibon tmavoruký, binturong, loskuták posvátný (Gracula religiosa batuensis). Dále podíl na zabavení 29 želv mohutných a kuskuse celebeského.[5]
- v období od září 2023 do října 2024 bylo zabaveno celkově 1405 živočichů, z toho 1354 karetek novoguinejských, a kromě již zmíněných zvířat z roku 2023 ještě šest karet obrovských, jeden siamang, dva kakadu žlutolící, další loskuták posvátný, luskoun ostrovní, outloň váhavý, outloň sumaterský, kuskus medvědí a krokodýl Johnstonův.[14]

### Ochrana mořských želv
Mezi aktivity Kukangu patří také ochrana mořských želv a boj proti jejich pytláků. Historický mezník v boji proti pytláctví mořských želv na Sumatře nastal v roce 2015. Díky tehdejšímu zátahu se podařilo zastavit obchod s želvími vejci v souostroví Pulau Banyak. Na aktivitách dlouhodobě spolupracují Zoo Liberec, Zoo Ostrava, nezisková organizace Lestari a záchranný program Kukang ve spolupráci s indonéskými partnery a místními komunitami, a to zároveň za finanční podpory německé ochranářské organizace Welttierschutzgesellschaft (WTG).
V rámci programu Kukang byl v souostroví Banyak a na tamním ostrově Bangkaru postupně zaveden také pravidelný, systematický monitoring zpěvných ptáků v tropickém lese a mořských želv na hnízdní pláži. Návazně zde společně s Českou zemědělskou univerzitou v Praze, univerzitou Syiah Kuala a Zoo Brno odstartovali výzkumné aktivity s cílem získat informace, které by umožnily zlepšit ochranu mořských želv v místě jejich přirozeného výskytu. V letech 2021–2023 probíhal genetický výzkum, monitoring pohybu mořských želv pomocí satelitních vysílaček a dotazníkové šetření o způsobech lovu a využívání mořských želv.

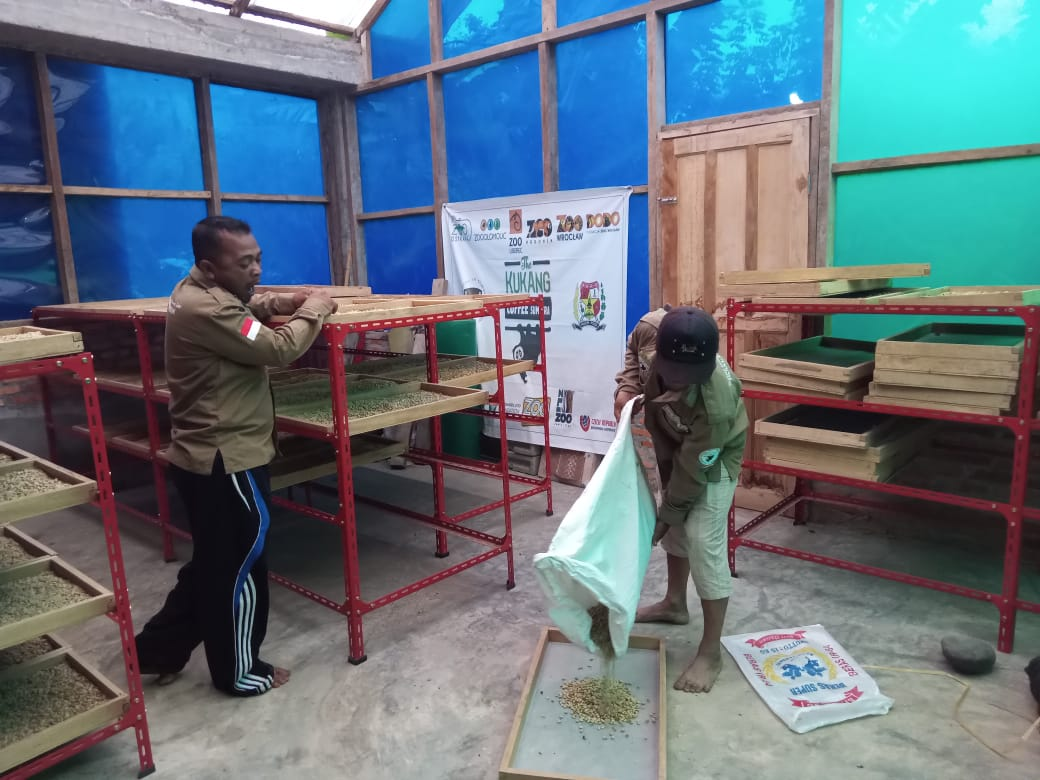
Kontrola sušení Kukang kávy

### Kukang Coffee
Projekt Kukang Coffee vznikl v roce 2018.
V rámci projektu byla vytvořena komunita farmářů (tzv. Kukang Coffee Community), kteří prosazují zákaz lovu chráněných a ohrožených druhů zvířat, a odměnou za to od nich organizace Kukang odkupuje kávu za pro ně výhodnou cenu, tj. vyšší, než za kterou by kávu prodali na běžném trhu. Farmáři se k tomuto závazku navíc zavázali i v písemné podobě. Odkup probíhá přímo na místě, a farmáři tak nemusejí řešit cenu transportu na místní trh. Projekt pomáhá farmářům zefektivnit proces produkce kávy a nastavit správnou metodiku jejího zpracování tak, aby káva byla co nejkvalitnější, a zároveň, aby byla pěstována ekologicky šetrným způsobem. Díky tomu jsou farmáři obohacováni po odborné i finanční stránce, a vede k významné motivaci ochrany zvířat. Na fungování projektu v Indonésii dohlíží tříčlenný tým, jenž byl vytvořen z bývalých pytláků, přeučených na ochránce přírody.
Projekt byl uveden do chodu byl díky podpoře několika zoologických zahrad a Velvyslanectví ČR v Indonésii. Cílem projektu je ochrana veškeré zdejší chráněné a ohrožené fauny, prostřednictvím výhodného odkupu kávy.
V roce 2019 byl vytvořen první vzorek kávy. V roce 2021 bylo do projektu zapojeno přes 50 farmářů. V roce 2022 dosáhl počet farmářů zapojených do Kukang Coffe hodnoty 70.
Káva je dovážena do Česka. Dne 2. června 2020 se projekt dostal do další fáze, když byla v Ústí nad Labem otevřena kavárna Kukang Coffee. Kávu nabízí svým návštěvníkům i stánky v Zoo Ústí nad Labem, Zoo Ostrava, Zoo Olomouc, Zoo Na Hrádečku a odebírají ji kavárny v Plzni, v Praze či ve Frýdlantu nad Ostravicí. V červnu 2021 v kavárně proběhla finanční sbírka na podporu Zoo Hodonín, kterou poničilo tornádo a která je partnerem projektu Kukang. Na podporu zoo šlo 5 Kč z každé prodané kávy a k tomu ještě zákazníci mohli přispět do kasičky libovolnou částku. Za měsíc fungování sbírky podařilo vybrat 10 000 Kč.
Prokazatelným výsledkem je eliminace lovu outloňů, luskounů i dalších ohrožených druhů v této oblasti, a ochrana dalších zvířat před potenciálním ulovením. Projekt probíhá v oblasti Kuta Male.

### Osvětové kampaně

#### Nejsem tvoje hračka!
Záchranný program Kukang vytvořil v roce 2016 kampaň I Am Not Your Toy! (Nejsem tvoje hračka!), poukazující na méně známé skutečnosti, které se skrývají za krutým obchodem s outloni a sdílení fotografií a videí na internetu. Na podporu kampaně vzniklo krátké video s názvem Slow Loris? The Worst Pet In The World! (Outloň váhavý? Nejhorší domácí mazlíček na světě!).

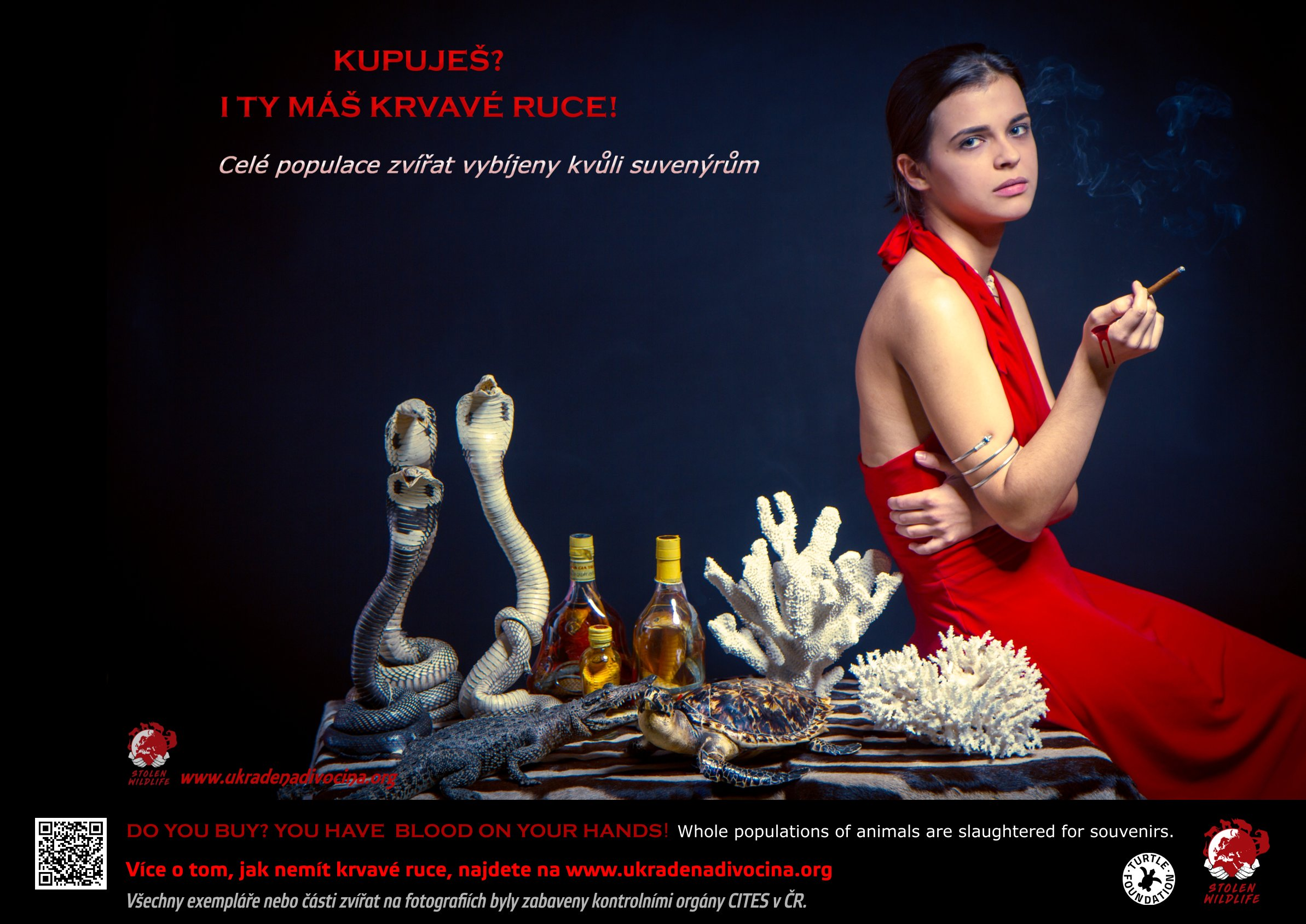
Ukradená divočina

#### Ukradená divočina
Ukradená divočina je ochranářská kampaň, která vznikla ve spolupráci The Kukang Rescue Program se Zoo Ostrava. Později kampaň podpořily další zoologické zahrady.

### Outloní archy (ochrana ex situ)
- 2021: počátek podpory zajištění udržitelné populace outloňů malých v lidské péči (ex situ). V Česku již existuje „outloní archa“ v Zoo Jihlava, plánují ji i další zoo.
- 2022: dovoz prvních outloňů malých do tzv. outloních arch v Česku v Zoo Ostrava a Zoo Olomouc
- 2023: narození dvojčat outloňů malých v Zoo Ostrava, sestavení chovného páru outloňů malých v Zoo Olomouc[5]

### Filmy a seriály

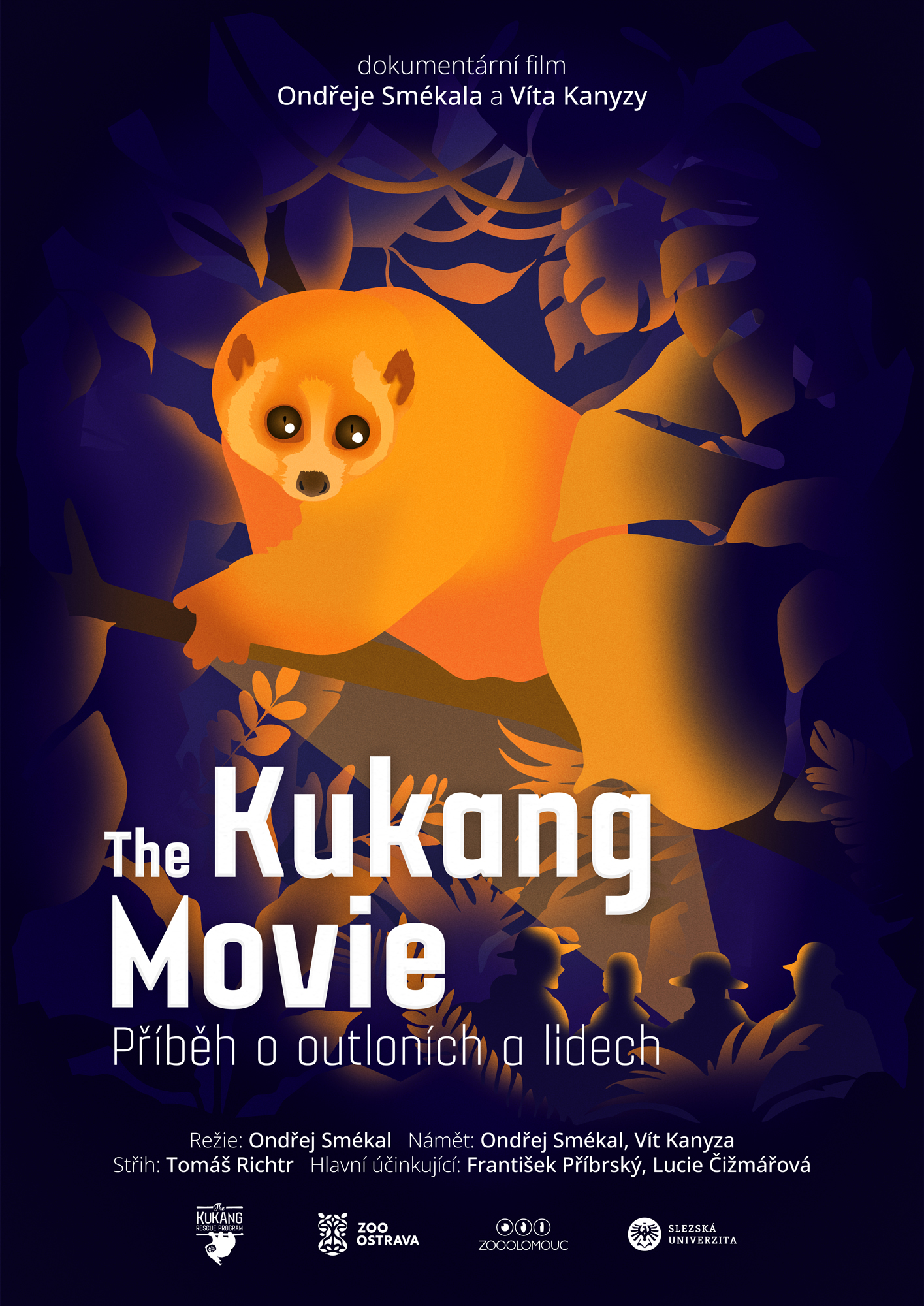
Plakát k filmu The Kukang Movie

#### The Kukang Movie
The Kukang Movie: Příběh o outloních a lidech je časosběrný dokumentární snímek, který shrnuje aktivity, úspěchy i neúspěchy záchranného programu Kukang. Film se věnuje období tří let 2019–2021, částečně tedy i době, kdy byl svět zasažen pandemií covidu-19.

#### Seriál Our Greater National Parks
Aktivity programu jsou mj. zachyceny i v jednom z dílů seriálu Our Greater National Parks (díl věnovaný Národnímu parku Leuser) vysílací společnosti Netflix moderovaného někdejším prezidentem USA Barrackem Obamou. V rámci natáčení tohoto dílu vyrobil Netflix pro The Kukang Rescue Program i dva krátké filmy, které jsou k vidění na YouTube.

## Historie

### 2014
- založení záchranného programu

### 2015
- vybudování Kukang Centra pro outloně ve vesnici Bandar Baru. Centrum slouží jako základna programu a jako specializované zařízení pro rehabilitaci outloňů zabavených z nelegálního obchodu s cílem navracení zpět do volné přírody.[18]
- členové Kukangu začali zdarma učit angličtinu a nauku o přírodě, zvířatech a jejich ochraně děti z komunity vesnice Bandar Baru v anglicko-environmentální škole „Kukang School“.[18]

### 2016
- vybudování týmu terénních ochránců přírody sestaveného z bývalých pytláků
- mezinárodní osvětová kampaň „Nejsem tvoje hračka!“ / „I Am Not Your Toy!“
- Běh Zoo Ostrava pro Kukang (30. srpna 2016)[21] – první charitativní běh v historii Zoo Ostrava věnovaný na podporu záchranného programu Kukang (80 % výtěžku startovného).[22]

### 2017
- založení nadace v Indonésii (PASAL Foundation = Yayasan Peduli Kelestarian Satwa Liar, v překladu Nadace na zachování divokých zvířat)[23]
- rozšíření areálu Kukang centra o 1 ha na 2,5 ha
- vybudování dvou environmentálních knihoven
- vznik publikace „Jak svou farmu ochránit před zvířaty, a přitom je nechat žít“

### 2018
- vznik projektu Kukang Coffe – založení komunity farmářů, pěstitelů kávy, dodržujících zákaz lovu chráněných druhů živočichů. Spolupráce s indonéskou nadací SwaraOwa, jež na ostrově Jáva řídí projekt Coffee and Primate Conservation a má zkušenosti s pěstováním kávy
- „Ukradená divočina“ („Stolen Wildlife“), první komplexní kampaň v Česku prezentující často přehlížená fakta ilegálního obchodu s divokými zvířaty a částmi jejich těl na území Česka i Evropy. Oficiální spuštění 26. června (se záštitou Ministerstva životního prostředí ČR a od 2020 Celní správy ČR)
- rozšíření záchranného a rehabilitačního Kukang centra: nová vjezdová brána, malá budova pro ochranku a oplocení celého centra pomocí 1,5 m vysoké sítě, nový sklad, oddělení karantény, vytvoření jezírka na podporu biodiverzity
- výuka anglicko-environmentální školy přesunuta do nově postavené budovy
- dohoda o spolupráci mezi indonéskou nadací PASAL Foundation a vesnicí Kuta Male ohledně nového projektu třídění a redukce odpadu v Kuta Male (finančně podpořeno Zoo Ostrava)
- dokumentace nabízení outloňů k vyfocení turistů v Thajsku na ostrově Phuket
- průzkum trhu se zvířaty na Jávě (Jakarta) a na Sumatře (Medan). Průzkum potvrdil, že outloni se na trzích objevují už jen málo, neboť obchod s nimi se přesunul na internet, kdeexistuje menší riziko dopadení obchodníků
- promítání videí o Kukangu na obrazovkách v Zoo Ostrava a Zoo Olomouc[8]
- odvysílání reportáže o záchranném programu Kukang a jeho aktivitách v Indonésii v pořadu Objektiv na České televizi.[8]

### 2019
- další rozvoj Kukang centra: rozšíření karantény, stavba nového domku pro ošetřovatele a domku pro hlídače, vodárna s biologickou čističkou odpadních vod, aktivity směřující ke zvýšení biodiverzity areálu
- počátek pravidelného monitoringu nočních divokých zvířat podle jasně dané metodiky (transektovou metodou)[5]
- zisk grantu Malá lokální projekt rozvojové pomoci – Podpora tří komunit na severní Sumatře prostřednictvím environmentálního vzdělávání, udržitelné produkce kávy a ochrany ohrožených druhů zvířat. Grant získán od Ministerstva zahraničních věcí ČR ve spolupráci s Velvyslanectvím ČR v Indonésii.
  - vznik Školy na konci světa
  - vznik tzv. Anglicko-environmentálních klubů pro mladistvé
  - ve třech klíčových partnerských vesnicích (Bandar Baru, Kuta Male a Basukum) rozšíření environmentální výchovy dětí: školy a knihovny vybaveny notebooky, projektorem, nábytkem, dalšími materiály k výuce; nové školní uniformy
- na Velvyslanectví ČR v Indonésii podepsána smlouva o spolupráci mezi nadací PASAL Foundation a velvyslanectvím
- rozvoj aktivit na Filipíny a počátek spolupráce s organizací Vesna Panglao Conservation, která se zabývá ochranou mořského ekosystému
- dokument „Ochranářské aktivity Zoo Liberec v JV Asii“ zahrnující i Kukang mohou návštěvníci Zoo Liberec sledovat v tzv. Zookině.[8]

### 2020
- druhý grant Malý lokální projekt rozvojové pomoci – Podpora živobytí komunity v Kuta Male na Severní Sumatře a ochrana místních ohrožených zvířat prostřednictvím produkce environmentálně šetrné kávy „Kukang Coffee“. Grant získán od Ministerstva zahraničních věcí ČR ve spolupráci s Velvyslanectvím ČR v Indonésii; volně navázal na obdobný grant z roku 2019. Díky tomu založení „Kukang Coffee Community“ v terénní oblasti, ve vesnici Kuta Male. Podepsání oficiální dohody se starostou vesnice o spolupráci mezi vesnicí Kuta Male a nadací PASAL Foundation o podpoře a rozvoji této komunity a o ukončení lovu chráněných druhů divokých živočichů v místě. Vstup starosty do kávové komunity. V komunitě na 50 farmářů.
- marketingový plán propagace, distribuce a prodeje následně vyrobené ochranářské kávy v Česku
- otevření Kukang Coffe – kavárny v Ústí nad Labem („první ochranářská kavárna v Česku“)[24][25]
- autorský podíl na odborné knize „Evolution, Ecology and Conservation of Lorises and Pottos“ (Evoluce, ekologie a ochrana loriů, outloňů a potů) vydané prestižním nakladatelstvím Cambridge University Press.
  - František Příbrský napsal kapitolu o nelegálním obchodu se zvířaty na Sumatře a o záchranném programu Kukang.
  - Lucie Čižmářová přispěla kapitolou o snižování konfliktu mezi lidmi a divokými zvířaty a o brožuře pro farmáře „Jak svou farmu ochránit před zvířaty, a přitom je nechat žít“.
- vybudování domu pro hosty financovaný českými členy Kukang týmu Vítem Kanyzou a Ondřejem Smékalem
- rozšíření hmyzí farmy
- Kukang centrum mj. navštívili: tým ochranářské organizace Turtle Foundation, australská zakladatelka projektu na ochranu medvědů malajských „Sumatran Sun Bear Team“, novozélandská ochránkyně přírody z organizace „Stay Wild“, český dobrodruh a fotograf Jiří Novák
- tradiční charitativní běh Wild Run v Zoo Wroclaw, prvně podpořen Kukang program
- noví partneři (počet partnerských zoo se zvýšil na osm):
  - Zoo Na Hrádečku – koruna z každé prodané vstupenky věnována na záchranný program + koruna z každé prodané zmrzliny Prima
  - Ouwehands Zoo Rhenen – podpora pomocí nadace Ouwehands Zoo Foundation
  - Plumploris, nadace úzce navázaná na Zoo Dortmund[8]

### 2021
- na základě prosby komunity z vesnice Basukum pomoc s vybudováním a provozováním její vlastní anglicko-environmentální školy pro děti po vzoru Kukang School, nazvané Tampuk Doni, tj. „Škola na konci světa“.[18]
- postaven kávový dům (za podpory Velvyslanectví ČR v Indonésii a České rozvojové agentury), díky němu zlepšení skladování i zpracování kávy. Do Česka posláno 800 kg kávy.[8]
- dalekohledy věnované veřejností v rámci kampaně EAZA Ztichlý les (Silent Forest) na podporu environmentální výuky v Kukang school.
- v Indonésii uzavření dohody o spolupráci s veterinární fakultou Univerzity Syiah Kuala v Acehu
- uzavření oficiální spolupráce s Muzeem města Ústí nad Labem
- ex situ: počátek podpory zajištění udržitelné populace outloňů malých v lidské péči
- partnerská Zoo Na Hrádečku: 24hodinová dražba fotoobrazů živočichů chovaných v této zoo; výtěžek 16 000 Kč byl věnován programu Kukang + koruna z každého nanuku Prima prodaného v areálu zoo a z výtěžku z letního promítání
- první kořenová ekočistička na Filipínách v rámci spolupráce s Vesna Panglao Conservation
- 9. března: spuštění sesterského programu Trenggiling Conservation Program zaměřeného na ochranu luskounů ostrovních na Sumatře. Program stejně jako Kukang funguje pod indonéskou nadací PATRON. Je podporován třemi hlavními partnery: Zoo Praha, Zoo Ostrava a Zoo Olomouc.[8]

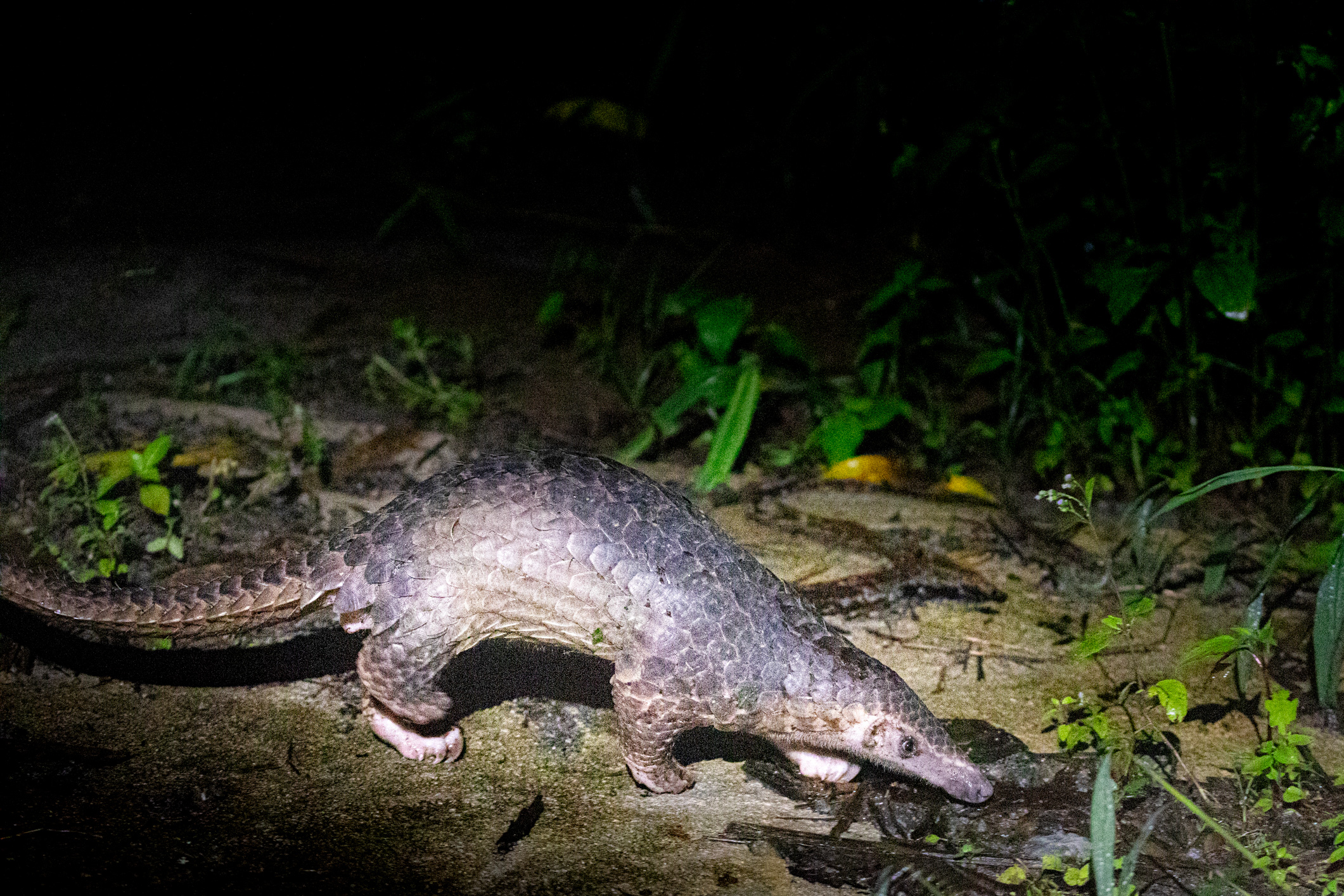
Luskoun ostrovní viděný při monitoringu

### 2022
- úspěšný aktivní boj proti pašerákům, dopadení několika pašeráků a obchodníků
- počet farmářů zapojených do projektu Kukang Coffe dosáhl 70[8]
- počátek využívání fotopastí – pomocí fotopastí byly zachyceny mj. tyto druhy živočichů: luskoun ostrovní, kočka Temminckova, argus okatý[8]
- dopadení pašeráka zvaného Greed
- ex situ: dovoz prvních outloňů malých do tzv. outloních arch v Česku v Zoo Ostrava a Zoo Olomouc[8]

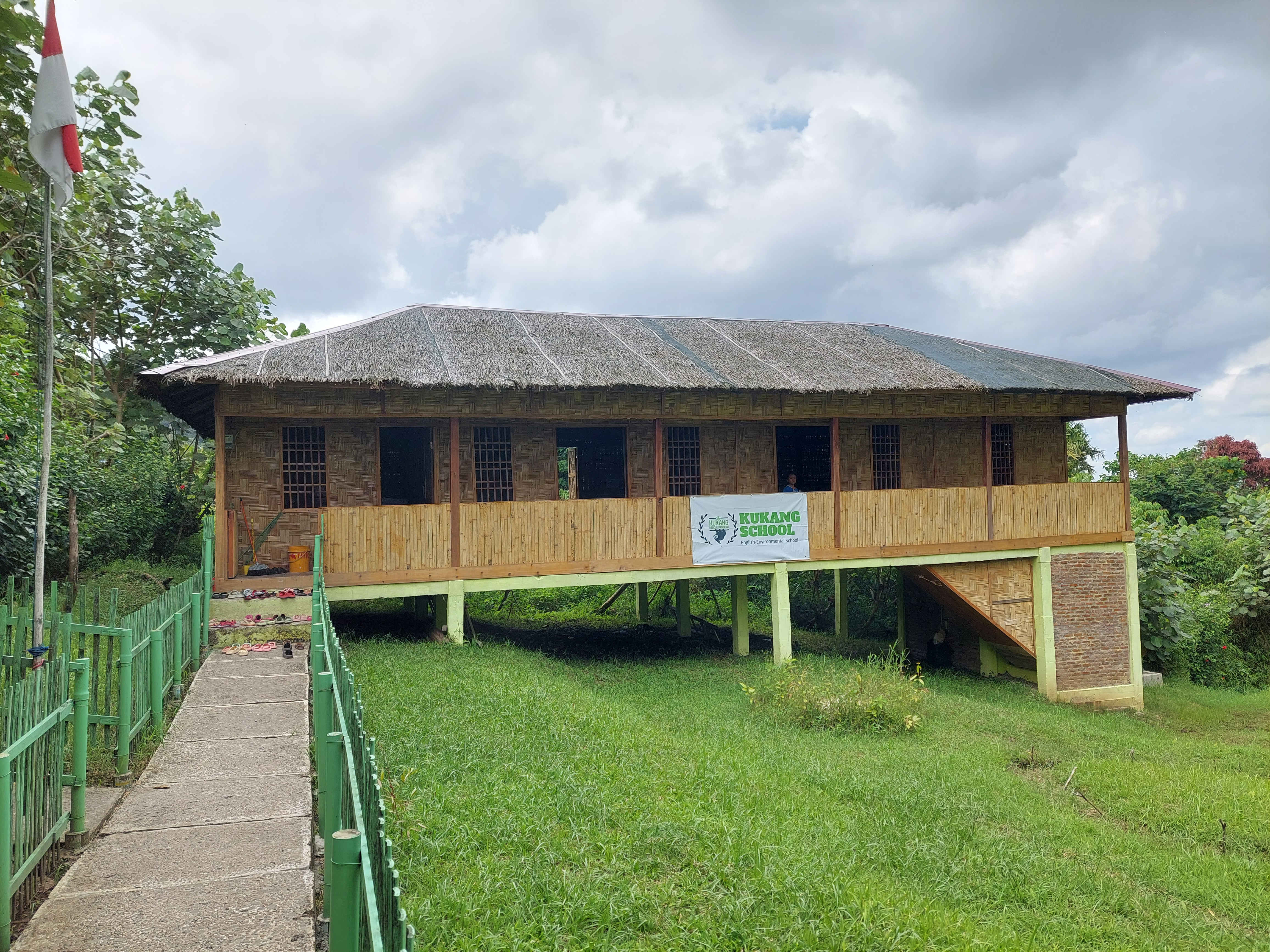
Kukang School v roce 2024

### 2023
- počátek využívání fotopastí v rámci monitoringu[18] – pomocí fotopastí byly zachyceny mj. tyto druhy živočichů: orangutan sumaterský, sambar indočínský, hulman ebenový, tygr sumaterský[5]
- dokončení a uvedení časosběrného dokumentu The Kukang Movie
- rozšíření projektu „Kukang Coffee“ o farmáře v další vesnici[5]
- rozšíření školy Kukang school[5]

### 2024
- dopadení pytláků mořských želv[15]
- dražba obrazů v Zoo Na Hrádečku
- polská premiéra filmu The Kukang Movie (3. října) ve Wroclawi[26]

## Partneři programu
Partnery záchranného programu Kukang jsou zejména zoologické zahrady. Toto partnerství je založeno na záštitě, poradenství a zejména finanční a materiální podpoře. Na konci roku 2021 bylo partnery projektu hned 10 zoologických zahrad.
Hlavními partnery ochranářského projektu Kukang jsou:
- Zoo Ostrava
- Zoo Olomouc

Další partneři programu:
- Zoo Liberec[1][27]
- Zoo Hodonín (od 2018)
- Zoo Na Hrádečku
- Zoo Ústí nad Labem (od 2021)
- Zoo Zlín (od 2021)
- Zoo Wroclaw, Polsko (od 2018)
- NaturZoo Rheine, Německo (od 2019)
- Ouwehands Zoo, Nizozemsko
- Welttierschutzgesellschaft e.V., Německo
- Little Fireface Project (od 2018)
- International Animal Rescue
- Plumloris, Slow Loris Conservation

### Podpora Zoo Ostrava
Zoo Ostrava je jedním z hlavních partnerů záchranného programu Kukang. Jeho spoluzakladatel František Příbrský působí jako terénní pracovník Zoo Ostrava. Většinu roku pobývá na Sumatře a koordinuje program přímo na místě. V roce 2016 byl ochraně outloňů na Sumatře věnován historicky první ročník Běhu Zoo Ostrava (Běh Zoo Ostrava pro Kukang). Program je podporován také prostřednictvím projektu X korun ze vstupu (původně koruna, postupně se částka zvyšuje).

### Podpora Zoo Olomouc
Zoo Olomouc je jedním z hlavních partnerů od roku 2015. Spoluzakladatelkou programu je terénní zooložka této zoo Lucie Čižmářová.
V červenci 2023, stejně jako ve dnech 13. a 14. července 2024 proběhla v areálu zoo akce Kukang Tour představující aktivity záchranného programu.

## Členství
- Česká koalice pro ochranu biodiverzity (CCBC)
- Koalice proti palmovému oleji
- Prosimian TAG (EAZA)